# Äänekoski
Äänekoski [ˈæːnɛkkɔski] ist eine finnische Stadt mit 18.120 Einwohnern (Stand 31. Dezember 2022). Sie liegt 40 km nördlich von Jyväskylä in der Landschaft Mittelfinnland.
Die Gemeinde Äänekoski wurde 1911 gegründet. Diese Gemeinde teilte man 1932 in die Marktflecken Äänekoski und Suolahti sowie die Landgemeinde Äänekoski. Die Landgemeinde wurde 1969 wieder Äänekoski eingemeindet, 1973 wurde der Marktflecken zur Stadt erhoben. 1993 erfolgte die Eingemeindung von Konginkangas, 2007 vereinigte sich Äänekoski mit den Nachbargemeinden Suolahti und Sumiainen.

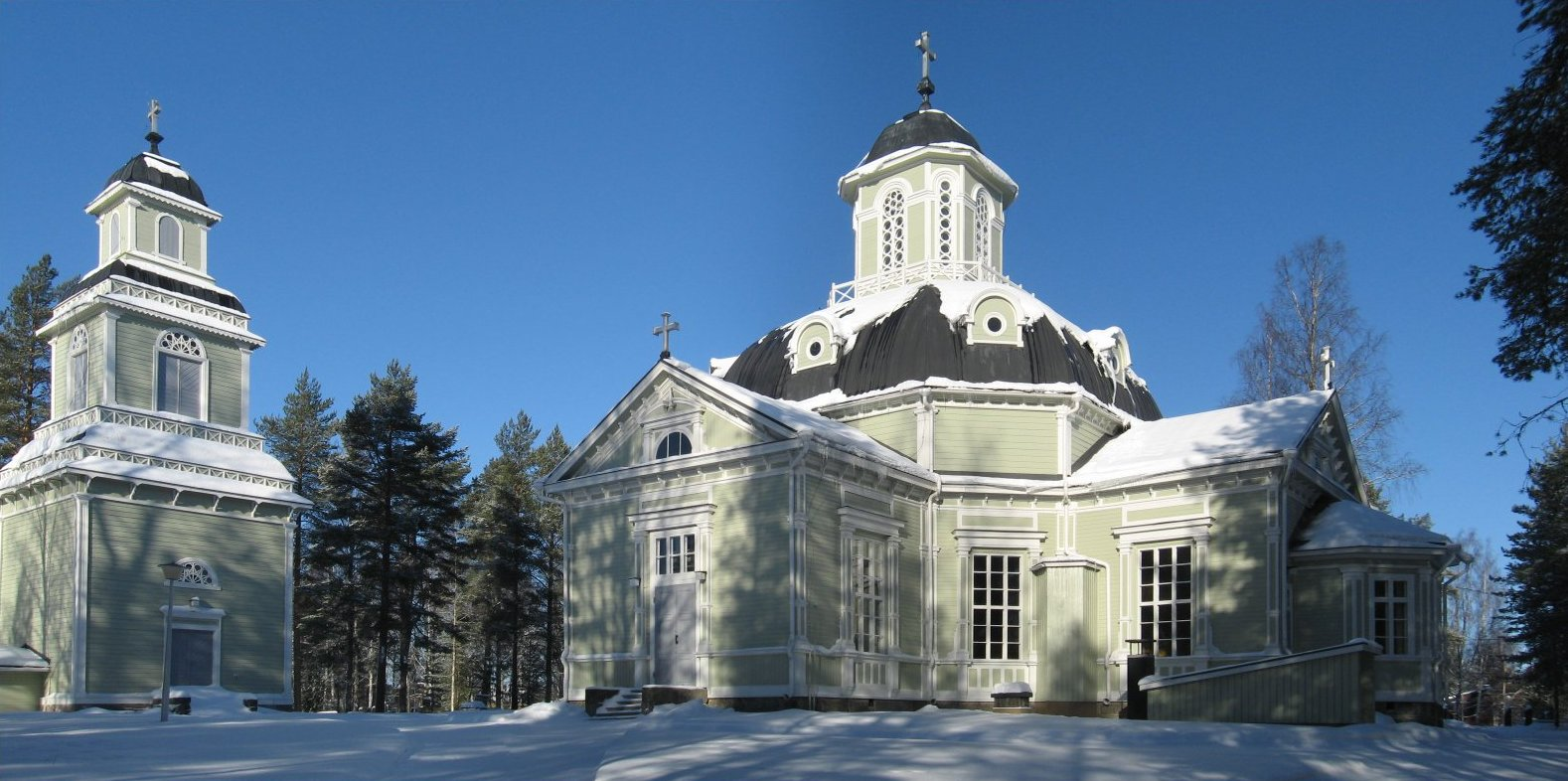
Kirche im Ortsteil Konginkangas

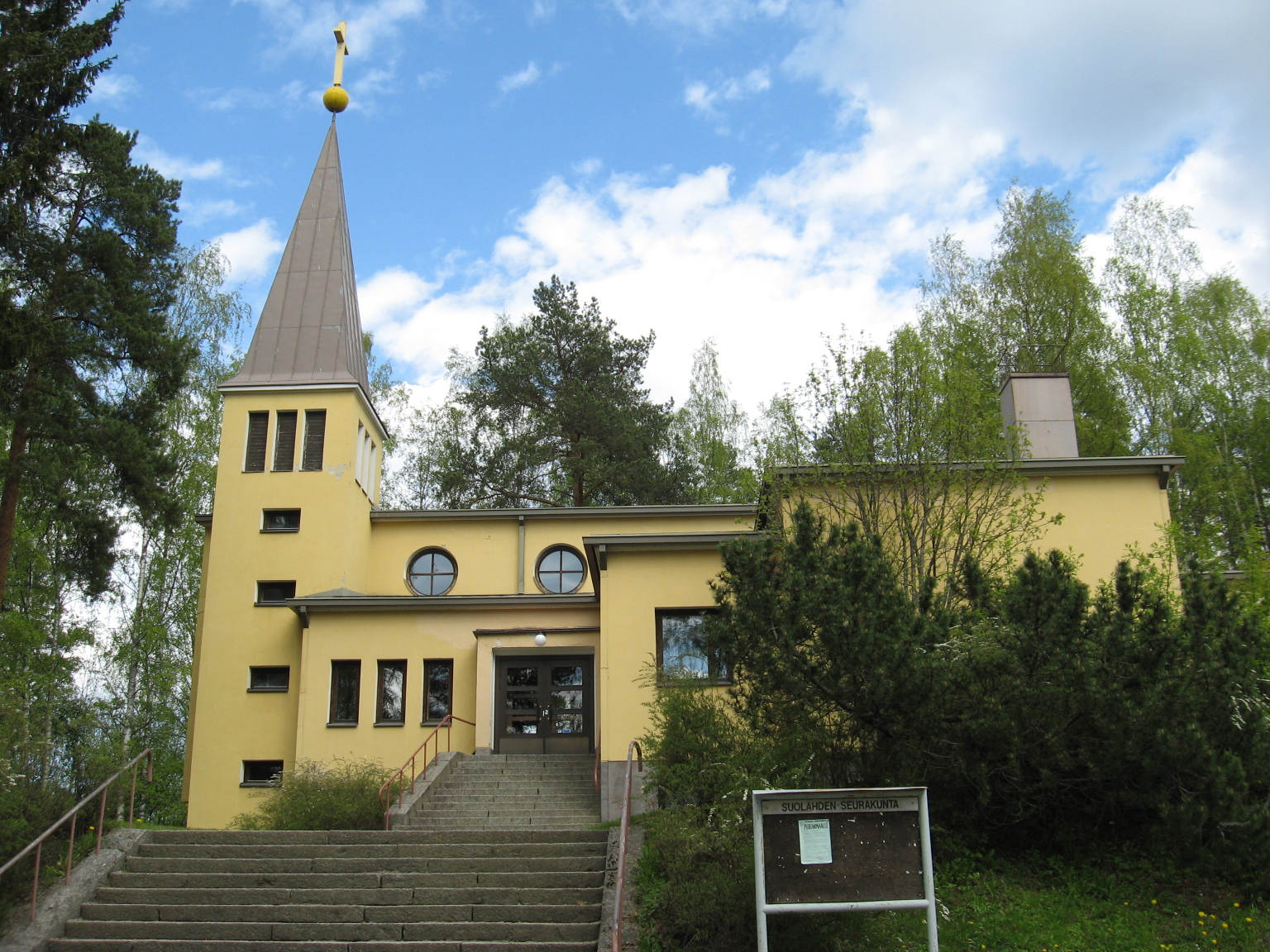
Kirche im Ortsteil Suolahti

Als Sehenswürdigkeiten von Äänekoski gelten die Kirche aus dem Jahr 1973 und das 1986 erbaute Rathaus. Äänekoski ist in Finnland bekannt wegen seiner Basketballmannschaft Äänekosken Huima. Zudem ist die Stadt der Heimatort des Speerwurf-Weltmeisters von 1993 Kimmo Kinnunen.

## Politik
Die stärkste Partei in Äänekoski sind die Sozialdemokraten mit 13 von 43 Sitzen im Stadtrat, der höchsten Entscheidungsinstanz bei lokalen Angelegenheiten, gefolgt von der Zentrumspartei mit neun Sitzen. Die dritte große Partei Finnlands, die Nationale Sammlungspartei, stellt vier Abgeordnete. Die drittgrößte Fraktion ist indes das Linksbündnis mit acht Sitzen. Weiterhin im Stadtrat mit je drei Mandaten vertreten sind die Christdemokraten, der Grüne Bund und die rechtspopulistischen Basisfinnen. Gemeindedirektor von Muurame ist seit 2004 Ari Ranta-aho.
| Partei                    | Wahlergebnis 2008 | Sitze |
| ------------------------- | ----------------- | ----- |
| Sozialdemokraten          | 29,6 %            | 13    |
| Zentrumspartei            | 21,1 %            | 9     |
| Linksbündnis              | 18,1 %            | 8     |
| Nationale Sammlungspartei | 9,1 %             | 4     |
| Christdemokraten          | 7,9 %             | 3     |
| Basisfinnen               | 6,8 %             | 3     |
| Grüner Bund               | 6,5 %             | 3     |

## Wirtschaft
Die Metsä Group betreibt eine Kartonfabrik zur Herstellung von Faltschachtelkarton und eine Zellstofffabrik.

## Söhne und Töchter der Stadt
- Kimmo Kinnunen (* 1968), Leichtathlet
- Aki Ollikainen (* 1973), Schriftsteller
- Mikko Rantaniva (* 1974), Schauspieler und Sänger
- Antti Rautiola (* 1988), Eishockeytorwart
- Vertti Takala (* 1995), Motorradrennfahrer
- Aino Pulkkinen (* 1998), Sprinter
- Arttu Mattila (* 2001), Hochspringer